# Kanton Lanvollon
Kanton Lanvollon (fr. Canton de Lanvollon) je francouzský kanton v departementu Côtes-d'Armor v regionu Bretaň. Tvoří ho 11 obcí.

## Obce kantonu
- Le Faouët
- Gommenec'h
- Lannebert
- Lanvollon
- Le Merzer
- Pléguien
- Pommerit-le-Vicomte
- Tréguidel
- Tréméven
- Tressignaux
- Trévérec